# دانتي لوف
دانتي لوف (بالإنجليزية: Dante Love)‏ هو لاعب كرة قدم أمريكية أمريكي، ولد في 19 مارس 1986.